# لکوانسفالوپاتی چندکانونی پیش‌رونده
لکوانسفالوپاتی چندکانونی پیش‌رونده (انگلیسی: Progressive multifocal leukoencephalopathy) یا به اختصار PML یک بیماری نادر ویروسی و اغلب کشندهٔ مغزی است که مشخصه‌اش آسیب پیش‌رونده (-pathy) یا التهاب ماده سفید (leuko-) مغز انسان (-encephalo-) در چندین نقطه و مکان مختلف آن (multifocal) است. عامل ایجاد این بیماری ویروس جی‌سی است که به‌طور معمول در انسان موجود است اما تحت کنترل سیتم ایمنی بدن قرار دارد. ویروس جی‌سی بی‌خطر است مگر آنکه سیستم ایمنی تضعیف شود. عموماً میزان مرگ‌ومیر ناشی از PML ظرف چند ماه اول ابتلا به آن ۳۰ تا ۵۰٪ است و آنهایی که جان سالم به‌در می‌برد، درجات مختلفی از معلولیت‌های مغزی-عصبی خواهند داشت.
این بیماری تقریباً به‌طور انحصاری در افرادی رخ می‌دهد که کمبود ایمنی شدید دارند، به‌ویژه در مبتلایان به ایدز؛ اما در موارد «سرکوب ایمنی دارویی مزمن» همچون شیمی‌درمانی در مبتلایان به لنفوم هاجکین، ام‌اس، پسوریازیس، پیوند اعضاء و سایر بیماری‌های خودایمنی هم خطر PML وجود دارد.

## علائم و نشانه‌ها
علائم ظرف چند هفته تا چند ماه ظاهر می‌شوند و بر حسب آنکه ضایعات در کدام قسمت مغز هستند و میزان آسیب تا چه حد است، متغیر هستند. برجسته‌ترین علامت، خام‌دستی (Clumsiness)، ضعف پیش‌رونده و تغییرات بینایی، کلامی و شخصیت است. ضایعات لوب آهیانه‌ای و لوب پس‌سری موجب بروز پدیده‌ای موسوم به سندرم دست بیگانه می‌گردند.

## دلایل

### عفونت ویروس جی‌سی
علت بروز این بیماری یکی از ویروس‌های خانوادهٔ پولیوماویریده به‌نام ویروس جی‌سی (JCV) است. بر پایهٔ مطالعت منتشرشدهٔ اخیر، مابین ۳۹٪ تا ۵۸٪ از جمعیت عادی پادتن‌های ضد آن را در خون دارند که نشان می‌دهد قبلاً یا در حالِ حاضر به این ویروس آلوده شده‌اند. برخی مطالعات دیگر درصد آلودگی جمعیت عادی مردم را بین ۷۰ تا ۹۰٪ می‌دانند. این ویروس در یک سوم بالغین، عفونت مداوم بدون علامت ایجاد می‌کند و تنها در صورتی که سیتم ایمنی بدن تضعیف شود، باعت بروز بیماری می‌گردد.

### سرکوب سیستم ایمنی
بیشترین میزانِ شیوع این بیماری در نزد کسانی دیده می‌شد که به ویروس HIV1 آلوده هستند و پیش از کشف و ارائهٔ درمان‌های اچ‌آی‌وی/ایدز مؤثر و جدید، در حدود ۵٪ از مبتلایان به ایدز در نهایت دچار لکوانسفالوپاتی چندکانونی پیش‌رونده می‌شدند. مشخص نیست که چرا این بیماری در بیماری ایدز شایع‌تر از سایر بیماری‌هایی است که در آنها ضعف ایمنی وجود دارد. برخی پژوهش‌ها گمان دارند که اثرات ویروس HIV بر روی نسج مغز یا بر روی خودِ ویروس جی‌سی، احتمال فعال‌شدن آن در مغز را بیشتر و اثرات التهابی تخریب‌کننده‌اش را افزایش می‌دهد.
لکوانسفالوپاتی چندکانونی پیش‌رونده ممکن است در بیمارانی که داروهای سرکوب‌کننده ایمنی همچون افالیزومب، بلاتاسپت و داروهای پیوند اعضاء مصرف می‌کنند، رخ دهد.

### داروهای درمان ام‌اس
ناتالیزومب در سال ۲۰۰۴ میلادی توسط سازمان غذا و داروی ایالات متحده آمریکا برای درمان ام‌اس تأیید شد. چندی بعد این دارو به‌دنبال انتشار گزارش‌هایی مبنی بر احتمال رابطه‌اش با بروز ۳ مورد لکوانسفالوپاتی چندکانونی پیش‌رونده، توسط شرکت سازنده‌اش از بازار دارویی جمع‌آوری شد. هر سه نفر ناتالیزومب را در ترکیب با داروی اینترفرون بتا-۱ای مصرف می‌کردند. پس از یک بازنگری ایمنی، دارو مجدداً در سال ۲۰۰۶ به بازار عرضه شد تا به‌صورت تک‌دارویی و تحت یک برنامهٔ تجویزی ویژه و کنترل‌شده برای درمان ام‌اس به‌کار گرفته شود. تا ماه مه ۲۰۱۱ میلادی، ۱۳۰ مورد لکوانسفالوپاتی چندکانونی پیش‌رونده در کسانی که بیش از ۱ سال از ناتالیزومب استفاده کرده بودند، گزارش شده‌است. هیچ‌یک از اینها، ناتالیزومب را در ترکیب با داروی دیگر استفاده نکرده بودند؛ اما هرگونه مصرف قبلی داروهای ضد ام‌اس، خطر ابتلا به PML را در مصرف‌کنندگان ناتالیزومب سه تا چهار برابر می‌کند. شیوع تقریبی لکوانسفالوپاتی چندکانونی پیش‌رونده در بیماران ام‌اس، ۱٫۵ مورد در هر ۱۰۰۰ نفری است که از ناتالیزومب استفاده می‌کنند. حدود ۲۰٪ از بیماران ام‌اس که به PML مبتلا شوند، خواهند مُرد و بیشتر کسانی که زنده بمانند، شدیداً دچار معلولیت و ناتوانی می‌شوند. یک مورد از این بیماری نیز در فردی با ام‌اس که به‌مدت چهار سال دی‌متیل فومارات استفاده می‌کرد دیده شد که نهایتاً درگذشت.
داروی فینگولیمود در سال ۲۰۱۰ برای درمان ام‌اس پذیرفته شد. در سال ۲۰۱۵ یک مورد قطعی و یک مورد احتمالی دیگر از PML در مصرف‌کنندگان فینگولیمود گزارش شد که ربطی به مصرف دارهای قبلی‌شان نداشت. این احتمال خطر اکنون به اطلاعاتِ دارویی فینگولیمود اضافه شده و در هر بار تجویز، به بیمار گوشزد می‌شود.

## نحوهٔ بیماری‌زایی
لکوانسفالوپاتی چندکانونی پیش‌رونده یک بیماری میلین‌زدا است که طی آن غلاف میلین که روی آکسون‌های یاخته‌های عصبی را پوشانده، رفته‌رفته تخریب می‌شود و هدایت عصبی طبیعی را در طول آن مختل می‌کند. این بیماری مادهٔ سفید تحت‌قشری مغز، به‌خصوص در لوب‌های آهیانه‌ای و پس‌سری را آسیب می‌زند. این بیماری همچنین اولیگودندروسیت‌ها را تخریب نموده و اجسام درون‌بسته در درون هسته سلول به‌جا می‌گذارد. لکوانسفالوپاتی چندکانونی پیش‌رونده شباهت‌هایی به ام‌اس دارد، اما سرعت پیشرفت آن نسبت به ام‌اس بسیار بیشتر است. میزان تخریب میلین متناسب با درجه و شدت سرکوب ایمنی است.

## تشخیص
هرگاه بیماری دچار علائم پیش‌رونده باشد و در مایع مغزی-نخاعی او نشانه‌هایی از دی‌ان‌ای ویروس جی‌سی باشد و همچنین در تصاویر ام‌آرآی مغز، ضایعات مرتبطِ مادهٔ سفید مشاهده شود، می‌توان گفت فرد به لکوانسفالوپاتی چندکانونی پیش‌رونده مبتلا شده‌است. یک روش تشخیصی دقیق دیگر، بیوپسی مغز است که در آن نشانه‌های رایج بافت‌شناسی تخریب میلین، آستروسیت‌های غیرعادی و هسته‌های بزرگ اولیگودندروسیت‌ها و یاخته‌های گلیال مشاهده می‌شود و با روش‌هایی، حضورِ ویروس جی‌سی اثبات می‌گردد.
مشخصهٔ خاص لکوانسفالوپاتی چندکانونی پیش‌رونده در تصاویر سی‌تی اسکن، ضایعات کم‌تراکم چندکانونی بدون نیاز به ماده حاجب پرتونگاری و بدن اثرات فشاری است، اما MRI روشِ تشخیصی بسیار حساس‌تری از سی‌تی اسکن است. شایع‌ترین نقاط درگیر در این بیماری لوب پیشانی، لوب آهیانه‌ای-پس‌سری هستند، اما همه‌جای مغز همچون عقده‌های قاعده‌ای، کپسول خارجی و ساختارهای موجود در حفره کرانیال قدامی همچون مخچه و ساقهٔ مغز هم می‌توانند درگیر شوند. جالب آنکه اگر لکوانسفالوپاتی چندکانونی پیش‌رونده ناشی از داروی ناتالیزومب باشد، ضایعت بیشتر به صورت تک‌کانونی بوده و اغلب در لوب پیشانی قرار دارند.

## درمان
هیچ دارویی به‌طور مؤثر و بی‌خطر برای مهار یا درمان قطعی عفونت با ویروس جی‌سی موجود نیست. در نتیجه هدف از درمان، بازگرداندن نقص ایمنی است تا روند بیماری کُند یا متوقف شود. در بیمارانی که سرکوب ایمنی می‌شوند، این بدان معناست که داروی مصرفی‌شان باید قطع شود یا آنکه پلاسمای خونشان تعویض شود تا ویروس با سرعت بیشتری از بدن حذف شود.
در بیماران آلوده با ویروس اچ‌آی‌وی، ممکن است نیاز به آغاز درمان‌های مؤثر ضد ویروس (HAART) باشد. در مبتلایان به ایدز اینگونه درمان‌ها موجب افزایش مختصر بقا نسبت به آنانی می‌شود که درمان ضد ویروس دریافت نمی‌دارند. برخی بیماران مبتلا به ایدز با درمان‌های HAART تا چندین سال زنده مانده‌اند. یکی از عواقب نادر و خطرناک درمان‌های ضدویروسی مؤثر در بیماران ایدز، بروز «سندرم التهابی بازسازی ایمنی» (IRIS) است که طی آن، بازسازی سیستم ایمنی بدن، موجب آسیب و تخریب بیشتر ناشی از ویروس جی‌سی می‌گردد. گرچه IRIS را می‌توان با درمان‌های دارویی کنترل کرد، اما بروز آن در مبتلایان به لکوانسفالوپاتی چندکانونی پیش‌رونده بسیار خطرناک است.
داروی سیدوفوویر به‌منظور درمان لکوانسفالوپاتی چندکانونی پیش‌رونده تحت بررسی و پژوهش بود و تجویز آن در برخی مبتلایان به این بیماری (نه همهٔ آنها) مؤثر بوده‌است.
سیتارابین (موسوم به ARA-C) یک داروی شیمی‌درمانی است در درمان برخی سرطان‌ها کاربرد دارد. این دارو به‌طور آزمایشی در برای بیماران غیر ایدزی لکوانسفالوپاتی چندکانونی پیش‌رونده به‌کار رفته و علائم مغزی-عصبی را در اندکی از بیماران بهبود بخشیده‌است و یک بیمار، عملکرد شناختی (Cognitive function) خود را که در نتیجهٔ این بیماری از دست رفته بود، دوباره بازیافت.
در ماه ژوئن ۲۰۱۰ میلادی، نخستین گزارش موردی از درمان موفقیت‌آمیز PML با داروی ضد مالاریای مفلوکین که فعالیت ضد ویروسی علیه جی‌سی دارد، منتشر شد. بیمار از هر گونه ویروس جی‌سی پاک‌سازی شد و هیچگونه زوال مغزی-عصبی بیشتر در او مشاهده نشد.
دو گزارش موردی از درمان موفقیت‌آمیز با اینترلوکین ۲ نیز انتشار یافته‌است. گزارش‌هایی مبنی بر درمان موفق با میرتازاپین دریافت شده، اما این مورد در کارآزمایی‌های بالینی ثابت نشده‌است.
برخی داروها در محیط‌های آزمایشگاهی و کشت سلول قادر به نابودی ویروس جی‌سی هستند، اما درمان مؤثر اثبات‌شده با آنان در انسان وجود ندارد.  به عنوان مثال، مادهٔ شیمیایی «۱-او-هگزادسیل‌اُکسی‌پروپیل-سیدوفوویر» (CMX001) ویروس جی‌سی را در محیط‌های آزمایشگاهی سرکوب می‌کند، اما در دوزهای درمانی رایج اثر سمی و کشنده بر روی ویروس ندارد.
مطابق پژوهش‌های یک تیم تحقیقاتی در مرکز سرطان ام.دی. اندرسون دانشگاه تگزاس، تزریق لنفوسیت‌های تی اختصاصی ویروس بی‌کی ممکن است در درمان لکوانسفالوپاتی چندکانونی پیش‌رونده اثربخش باشند؛ هرچند بررسی‌ها و تحقیقات بیشتری در این زمینه لازم است.

## پیش‌آگهی
مابین یک سوم تا نیمی از مبتلایان لکوانسفالوپاتی چندکانونی پیش‌رونده ظرف چند ماه از بروز آن فوت می‌کنند. آنها که زنده می‌مانند دچار ناتوانی‌های شدید مغزی-عصبی می‌شوند.